# Elecciones estatales de Sajonia de 1994
En las elecciones estatales en Sajonia en 1994 se eligieron a los miembros de la segunda legislatura del Landtag de Sajonia después de la reunificación alemana. Tuvieron lugar el 11 de septiembre de 1994, en paralelo a las elecciones estatales en Brandenburgo.

## Candidatos[1]
- CDU: Kurt Biedenkopf
- SPD: Karl-Heinz Kunckel
- PDS: Peter Porsch
- FDP: Ludwig Martin Rade
- Verdes: Kornelia Müller

## Resultado
Con una participación de 58,4%, la Unión Demócrata Cristiana (CDU), encabezada por el primer ministro Kurt Biedenkopf, ganó claramente la mayoría absoluta en el Parlamento, siendo hasta hoy su mejor resultado en Sajonia, así como el mejor resultado de su historia en toda Alemania.  Una vez más los democristianos ganaron la totalidad de los mandatos directos, que en esta elección fueron 60. El Partido del Socialismo Democrático (PDS) pudo aumentar en un 6% de los votos, mientras que el Partido Socialdemócrata de Alemania (SPD) sufrió pérdidas (-2,5% de los votos).
Los partidos Alianza 90/Los Verdes y FDP perdieron su representación en el parlamento estatal.
Los resultados fueron:
| Partido | Partido                     | Erststimmen | Zweitstimmen | Resultado | Escaños |
| ------- | --------------------------- | ----------- | ------------ | --------- | ------- |
|         | CDU                         | 1.015.138   | 1.199.883    | 58,1 %    | 77      |
|         | SPD                         | 453.122     | 342.706      | 16,6 %    | 22      |
|         | PDS                         | 288.294     | 339.619      | 16,5 %    | 21      |
|         | Grüne                       | 134.822     | 85.485       | 4,1 %     | -       |
|         | FDP                         | 74.022      | 36.075       | 1,7 %     | -       |
|         | REP                         | -           | 26.177       | 1,3 %     | -       |
|         | NFS                         | 5.231       | 13.555       | 0,7 %     | -       |
|         | DSU                         | 20.076      | 12.851       | 0,6 %     | -       |
|         | SPS                         | -           | 7.431        | 0,4 %     | -       |
|         | AfS                         | 2.845       | -            | -         | -       |
|         | FW Geithain                 | 1.724       | -            | -         | -       |
|         | Liga                        | 1.164       | -            | -         | -       |
|         | BfB                         | 1.135       | -            | -         | -       |
|         | 3 candidatos independientes | 6.093       | -            | -         | -       |